# Heiho
Heiho (jap. 兵補 Heiho) – określenie żołnierzy oddziałów pomocniczych złożonych z obcokrajowców w japońskich siłach zbrojnych podczas II wojny światowej.
Pod koniec kwietnia 1942 r. płk Nishiura Susumu, szef Biura Międzynarodowych Spraw Zagranicznych w Ministerstwie Armii, przedstawił koncepcję przydzielania tubylczych oddziałów z podbitych krajów do japońskich jednostek wojskowych. Argumentował, że poprawią one potencjał bojowy japońskiej armii, a w przyszłości będą zaczątkiem sił wyzwoleńczych, które mogłyby bronić Wielkiej Wschodniej Azji przed Amerykanami i Brytyjczykami. Ich organizacja i szkolenie miały być wzorowane na pomocniczej policji wojskowej istniejącej w Korei, Mandżurii i na Formozie. Ministerstwo Armii poparło ten pomysł. 29 lipca zaakceptował go szef Sztabu Generalnego. 23 września Ministerstwo Armii przygotowało założenia do wdrożenia w życie systemu Heiho, chociaż werbunek obcokrajowców z obozów jenieckich nieoficjalnie rozpoczął się już wcześniej. 22 kwietnia 1943 r. dowództwo japońskiej 7 Armii w Sajgonie wydało zgodę na werbunek jako Heiho młodzieży z Holenderskich Indii Wschodnich. Przyniósł on Japończykom ogółem ponad 42 tys. Indonezyjczyków, w tym ok. 25 tys. z Jawy i ok. 2,5 tys. z Timoru. 
Pod koniec 1943 r. japońskie dowództwo w Sajgonie na obszar Azji Południowo-Wschodniej wydało rozkaz o organizowaniu spośród obcokrajowców sił ochronnych (tzw. Giyu-gun) i pomocniczych (tzw. Heiho). Heiho byli przydzielani do poszczególnych japońskich jednostek wojskowych, pełniąc funkcje robotników, kierowców, tragarzy, tłumaczy, pomocników w sztabach itp. W niemieckich siłach zbrojnych analogiczne zadania spełniali tzw. Hiwisi (Hilfswillige). Heiho przechodzili jedynie kilkumiesięczne podstawowe szkolenie wojskowe. Trenowali z bambusowymi kijami zamiast karabinów. Zazwyczaj służyli nieuzbrojeni, czasami mieli ręczne karabiny piechoty. W kilku przypadkach Japończycy przydzielili ich do walki z partyzantami. Na systemie Heiho Japończycy wzorowali się przy tworzeniu w październiku 1943 r. indonezyjskiej formacji zbrojnej zwanej Pembela Tanah Air (PETA).